# Diaphorus nudus
Diaphorus nudus is een vliegensoort uit de familie van de slankpootvliegen (Dolichopodidae). De wetenschappelijke naam van de soort is voor het eerst geldig gepubliceerd in 1917 door Van Duzee.